# Wicepremierzy Wielkiej Brytanii
Urząd zastępcy premiera nie jest urzędem konstytucyjnym i jego powołanie zależy wyłącznie od woli premiera. Stanowisko zastępcy nie niesie ze sobą szczególnych uprawnień, zwykle jest więc łączone z innymi resortami.

## Zastępcy premiera Wielkiej Brytanii
- 1942–1945: Clement Richard Attlee (Partia Pracy)
- 1945–1951: Herbert Morrison (Partia Pracy)
- 1951–1955: Anthony Eden (Partia Konserwatywna)
- 1962–1963: Rab Butler (Partia Konserwatywna)
- 1979–1988: William Whitelaw, 1. wicehrabia Whitelaw (Partia Konserwatywna)
- 1989–1990: Geoffrey Howe (Partia Konserwatywna)
- 1995–1997: Michael Heseltine (Partia Konserwatywna)
- 1997–2007: John Prescott (Partia Pracy)
- 2010–2015: Nick Clegg (Liberalni Demokraci)
- 2021–2022: Dominic Raab (Partia Konserwatywna)
- 2022–2022: Thérèse Coffey (Partia Konserwatywna)
- 2022–2023: Dominic Raab (Partia Konserwatywna)
- 2022–2024: Oliver Dowden (Partia Konserwatywna)
- od 2024: Angela Rayner (Partia Pracy)

## Pierwsi sekretarze stanu
- 1962–1963: Rab Butler (Partia Konserwatywna)
- 1964–1966: George Brown (Partia Pracy)
- 1966–1968: Michael Stewart (Partia Pracy)
- 1968–1970: Barbara Castle (Partia Pracy)
- 1995–1997: Michael Heseltine (Partia Konserwatywna)
- 2001–2007: John Prescott (Partia Pracy)
- 2009–2010: Peter Mandelson, baron Mandelson of Foy and Hartlepool (Partia Pracy)
- 2010–2015: William Hague (Partia Konserwatywna)
- 2015–2016: George Osborne (Partia Konserwatywna)
- 2017–2017: Damian Green(inne języki) (Partia Konserwatywna)
- 2019–2021: Dominic Raab (Partia Konserwatywna)